# Баня-Лука
Ба́ня-Лу́ка (серб. Бања Лука, босн. и хорв. Banja Luka) — город в Боснии и Герцеговине, столица Республики Сербской с 1995 года.
После подписания Дейтонских мирных соглашений и Парижского Договора 1995 года столица Республики Сербской была переведена из города Пале (городок в 10 км от Сараева) в Баня-Луку, крупнейший деловой и экономический центр сербской Боснии с населением 218 тыс. человек (около 16 % населения Республики Сербской в 1996 году).
Топоним в переводе с сербского означает банская пристань.

## География
Баня-Лука расположена по обоим берегам реки Врбас в месте впадения в неё Врбани.
В Республике Сербской Баня-Лука — единственный крупный город, сравнительно удалённый от границ республики. До любой из них не меньше 30 километров, что создаёт дополнительные преимущества в условиях нестабильности в регионе.
К преимуществам Баня-Луки также следует отнести её центральное положение в треугольнике трёх балканских столиц: от Белграда город отделяет 320 км, от Загреба — 200, от Сараева — 240 километров.
В 4 километрах к югу от центра города находится гора Бьелявина, излюбленное место отдыха жителей Баня-Луки.

## История
Баня-Лука имеет древнюю историю. Первое письменное упоминание о поселении с таким именем встречается в летописных источниках конца XV века. В 1995 году город официально отметил своё пятисотлетие. Османы захватили город в 1527 году. 
4 августа 1737 года при Баня-Луке  произошло сражение между армиями Габсбургской монархии и Османской империи и закончилось победой турок.
Четыре века существования Баня-Луки протекали под турецким господством. В то время город стал административным центром окружающих боснийских земель. Оккупация Боснии и Герцеговины Австро-Венгрией в 1878 году привела к бурному экономическому развитию города. В 1908 году был официально включён в состав Австро-Венгрии вместе со всей остальной Боснией и Герцеговиной. С 1918 года — в составе Королевства сербов, хорватов и словенцев, будущей Югославии. В 1929—1941 годах административный центр Врбасской бановины. Во время Второй мировой войны город был оккупирован Германией и включен в состав марионеточного «Независимого государства Хорватия». Освобожден югославскими партизанами 22 апреля 1945 года.

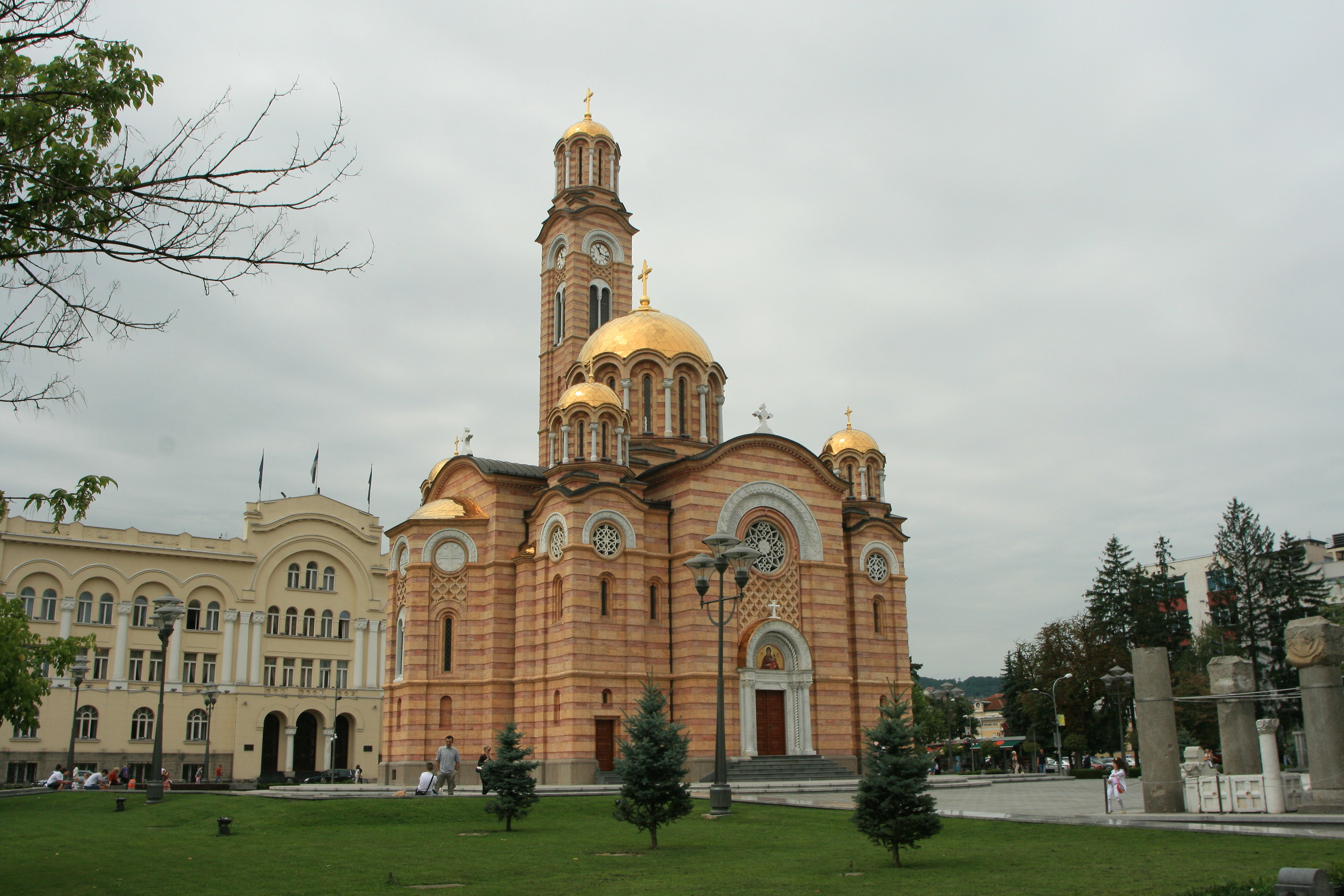
Храм Христа Спасителя

Город был разрушен в 1969 году после катастрофического землетрясения, но власти СФРЮ сумели не только полностью восстановить старую Баня-Луку, но и отстроить новые жилые и промышленные кварталы.
В период Боснийской войны 1992—1995 годов Баня-Лука не была впрямую затронута военными действиями и не подверглась разрушениям, как многие другие города бывшей Югославии. Во многом благодаря этому крупный и современный город был выбран для поселения многочисленными сербскими беженцами из Хорватии и центральных и южных регионов Боснии и Герцеговины. Они заняли жильё и рабочие места покинувших город боснийцев и хорватов. В 1992 году произошёл известный инцидент с гибелью новорождённых детей.

## Климат
| Месяц                                         | янв   | фев   | мар  | апр   | май   | июнь   | июль  | авг   | сен   | окт  | ноя   | дек   | годовые |
| --------------------------------------------- | ----- | ----- | ---- | ----- | ----- | ------ | ----- | ----- | ----- | ---- | ----- | ----- | ------- |
| Средние максимальные дневные температуры (°C) | 3,4   | 6,6   | 12,0 | 17,1  | 21,9  | 25,0   | 27,0  | 26,6  | 23,0  | 17,2 | 10,9  | 4,8   | 16,3    |
| Средние минимальные дневные температуры (°C)  | −4,9  | −2,4  | 0,9  | 4,6   | 8,9   | 12,5   | 13,4  | 13,2  | 10,0  | 5,3  | 1,8   | −2,8  | 5,0     |
| Средняя месячная сумма осадков (в мм)         | 73,25 | 68,46 | 75,5 | 89,83 | 96,92 | 113,87 | 96,71 | 98,17 | 86,63 | 71   | 91,45 | 82,79 | 1044,58 |
| на период: 1961—1985.                         |       |       |      |       |       |        |       |       |       |      |       |       |         |

## Население
По переписи населения 2013 года численность населения города составила 150 997 человек, общины — 199 191 человек.
Перед распадом Югославии Баня-Лука была десятым по величине городом страны и вторым (после Сараева) городским центром в Боснии и Герцеговине. По переписи 1991 года в Баня-Луке проживало около 150 тысяч жителей. Почти половину из них (49 %) составляли сербы. На долю хорватов и боснийцев приходилось соответственно 19 % и 11 % горожан; 16 % причисляли себя к югославам. Ныне же почти все население города представлено сербами, причём около трети его — беженцы и вынужденные переселенцы.
Национальный состав (1991 г.)

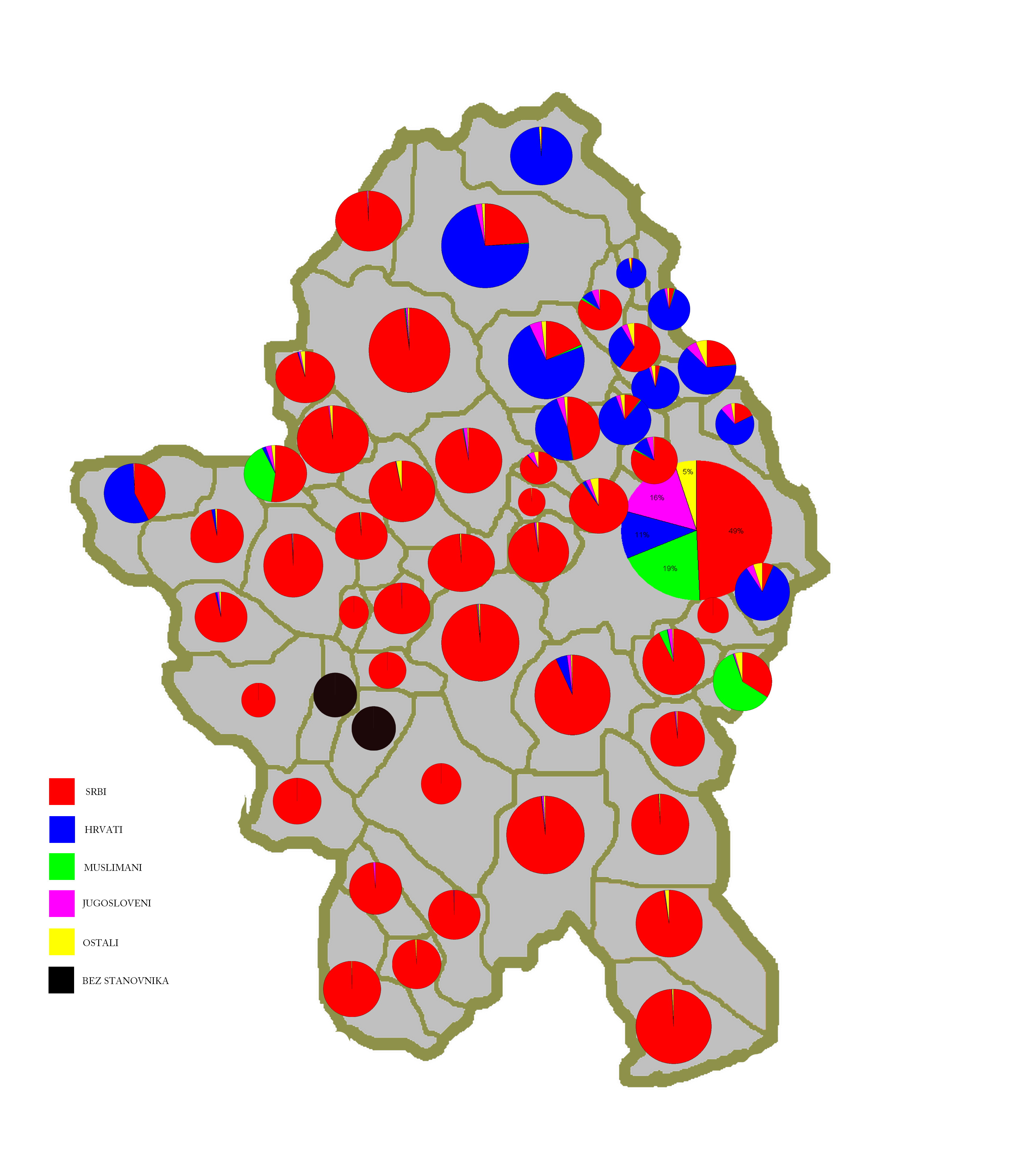
Национальный состав поселений в муниципалитете Баня-Лука (1991). Сербы (красный), хорваты (синий), боснийцы (зелёный), югославы (фиолетовый), другие (жёлтый), необитаемы (чёрный).

Этнический состав населения города по переписи населения 1991 года:
- Сербы — 70 155 (49,03 %)
- Мусульмане — 27 689 (19,35 %)
- Хорваты — 15 700 (10,97 %)
- Югославы — 22 645 (15,82 %)
- остальные, неопределёные и неопознанные — 6890 (4,81 %)

всего: 143 079

## Известные жители и уроженцы
- Иван Мерц (1896—1928) — католический святой.
- Огненка Миличевич — театральный деятель.
- Платон (Йованович) (1874—1941) — сербский православный святитель.
- Невин Суботич — футболист
- Мухамед Филипович (род. 1929) — боснийский учёный, историк, философ, писатель, эссеист, академик, президент Бошняцкой академии наук и искусств (БАНУ).
- Душан Шестич — композитор. Автор музыки и слов Государственного гимна Боснии и Герцеговины.

## Органы власти
Городом управляет скупщина и градоначальник. Скупщина состоит из 31 депутата. Депутаты Скупщины избираются тайным голосованием сроком на 4 года. На предыдущем голосовании победила партия Союз независимых социал-демократов (серб. Савез независних социјалдемократа), СНСД.

В Баня-Луке находится Комиссия по ценным бумагам Республики Сербской, отвечающая за финансовую регуляцию в Республике Сербской. В расположенном к юго-востоку от центру Баня-Луки городском районе Старчевица находится Министерство внутренних дел Республики Сербской.

## Экономика
Баня-Лука — значительный промышленный узел, где получили развитие электроника, текстильная промышленность, производство химических волокон, кожаной обуви, целлюлозы и бумаги.

## Транспорт
В городе имеются
- международный аэропорт;
- железнодорожная станция, с которой отправляются поезда в Сараево и Загреб.

## Достопримечательности
- Городская палата Баня-Луки
- Музей современного искусства Республики Сербской
- Еврейский культурный центр Арье Ливне
- Крепость Кастел

## Города-побратимы
- Бари, Италия (2007)[6]
- Белград, Сербия (2003)[7]
- Битонто, Италия (2008)[6]
- Вестерос[вд], Швеция
- Грац, Австрия
- Кайзерслаутерн, Германия (2003)[6]
- Кампобассо, Италия (2010)[6]
- Крань, Словения (1965)[6]
- Львов, Украина (22 сентября 2004)[6][8][…]
- Модиин-Маккабим-Реут, Израиль (2010)[9]
- Москва, Россия (2003)[6]
- Нижний Новгород, Россия (2021)[10]
- Нови-Сад, Сербия (2006)[6]
- Патры, Греция (1995)[6][11][…]
- Сремска-Митровица, Сербия[6]
- Фокшаны, Румыния
- Хаккяри, Турция

## СМИ

### Телекомпании
- Радио и телевидение Республики Сербской (РТРС, серб. Радио-телевизија Републике Српске) — Телевидение Республики Сербской[12]
- Alternativna TV[англ.] (серб. Алтернативна телевизија — «Альтернативное телевидение»)[13]
- Бел канал
- Телевидение Симич (серб. Телевизија Симић)[14]
- Виком[15]

### Радиостанции
- Радио и телевидение Республики Сербской (РТРС) — Радио Республики Сербской[12]
- Биг радио[16]
- Уно радио[17]
- Нес радио[18]
- ТМК/Оксиген[19]
- и другие

### Пресса
- Глас Српске[20]
- Независне новине[21]
- Прес[22]

## Галерея

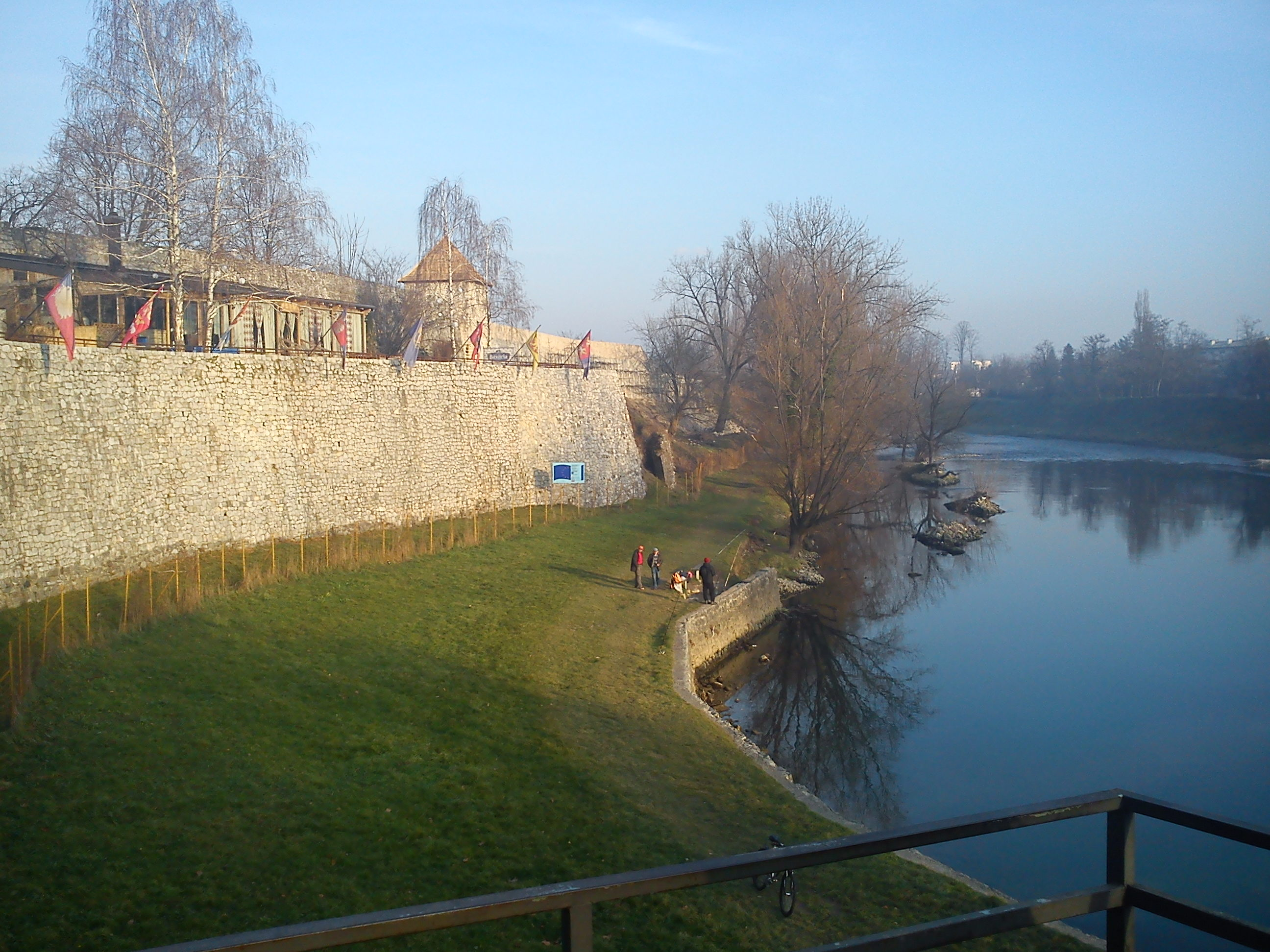
Вид на Крепость Кастел и реку Врбас
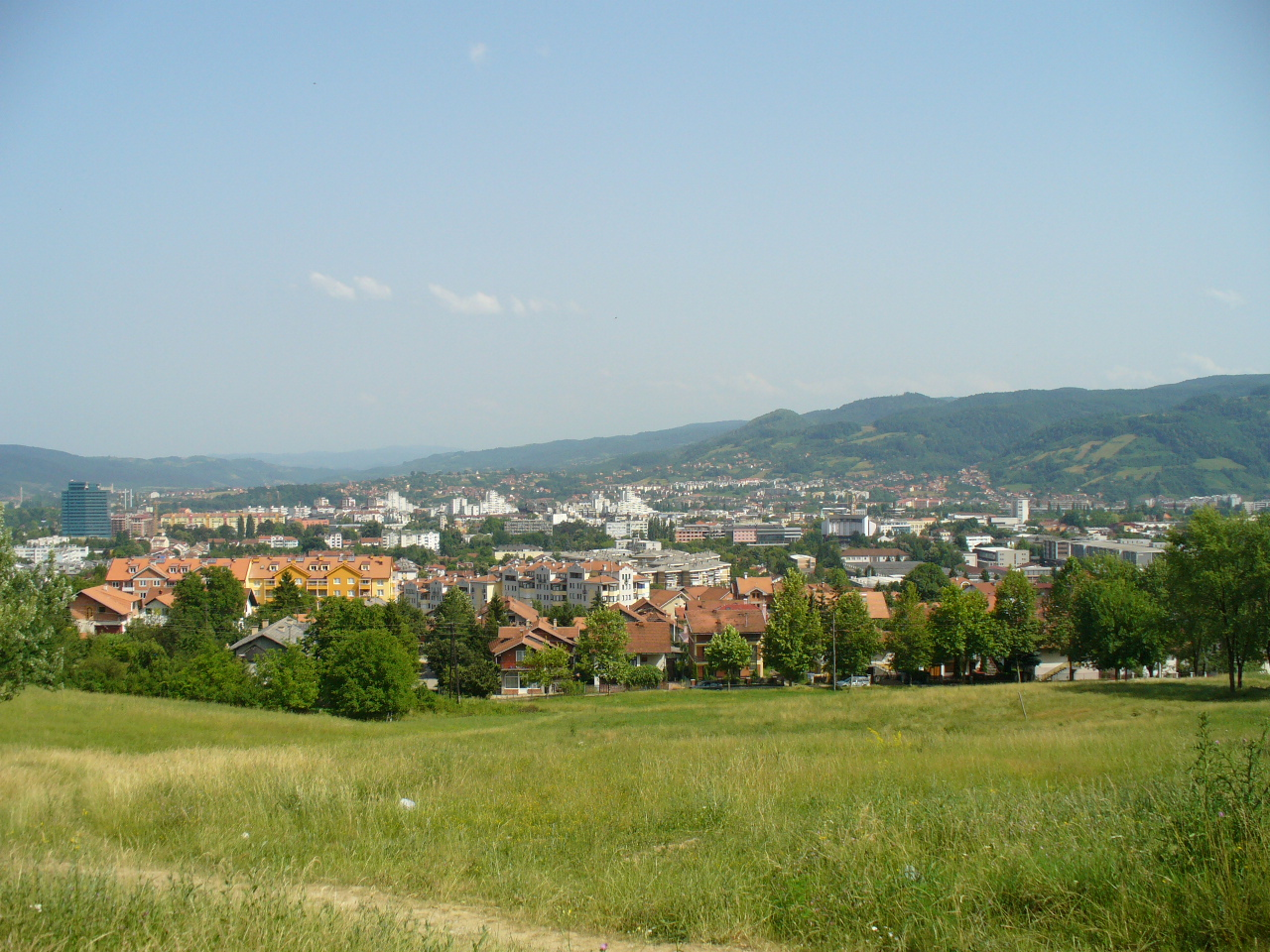
Панорама города
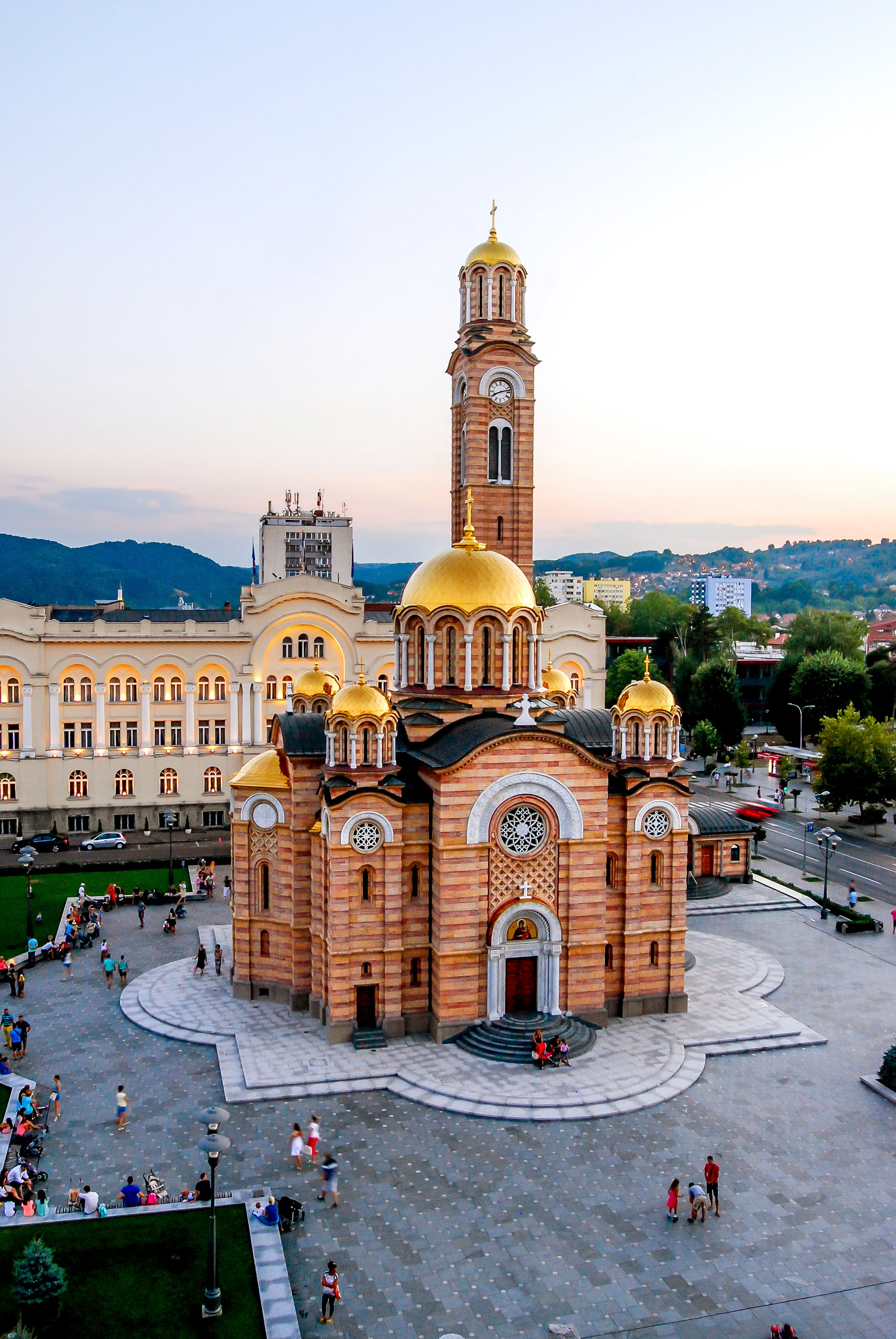
Храм Христа Спасителя
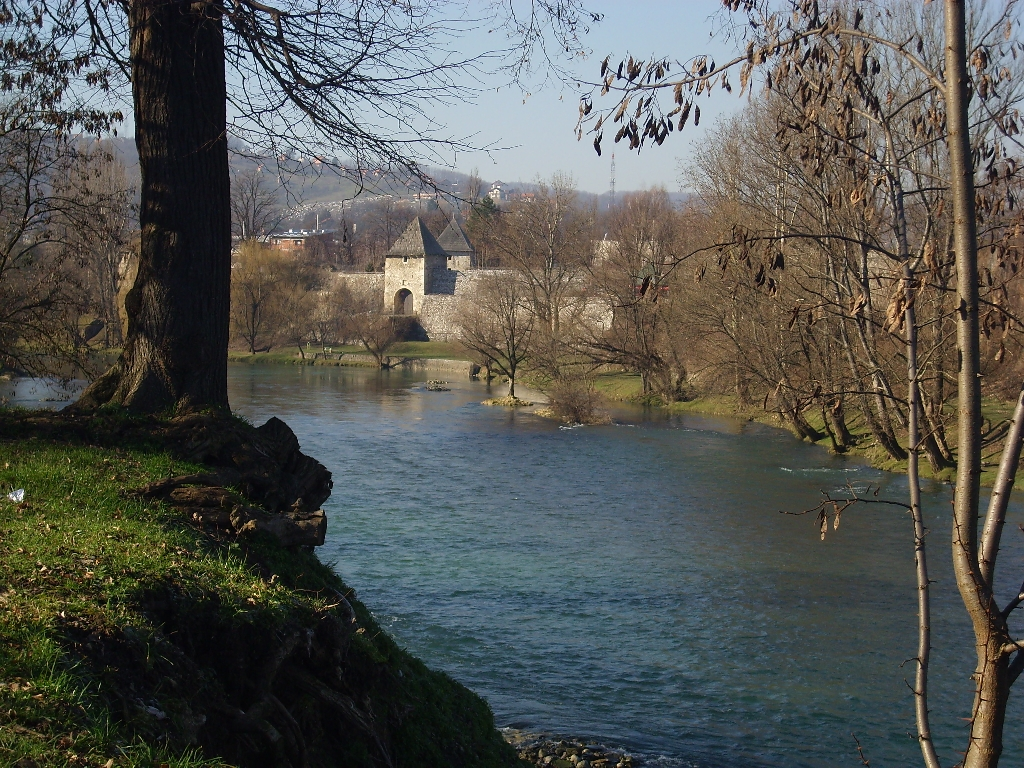
Крепость Kastel и река Врбас.
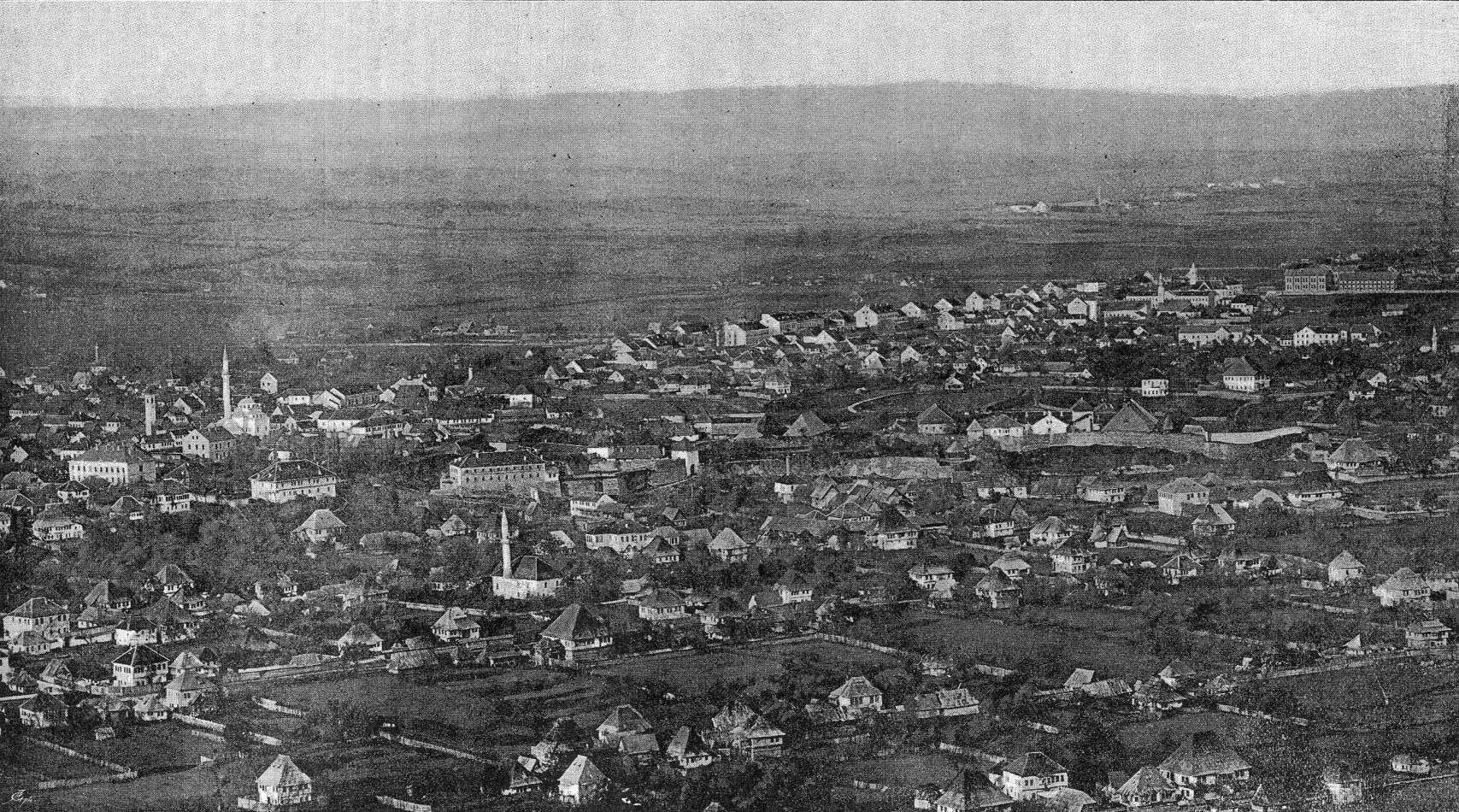
Баня-Лука, Нова Искра (1899).
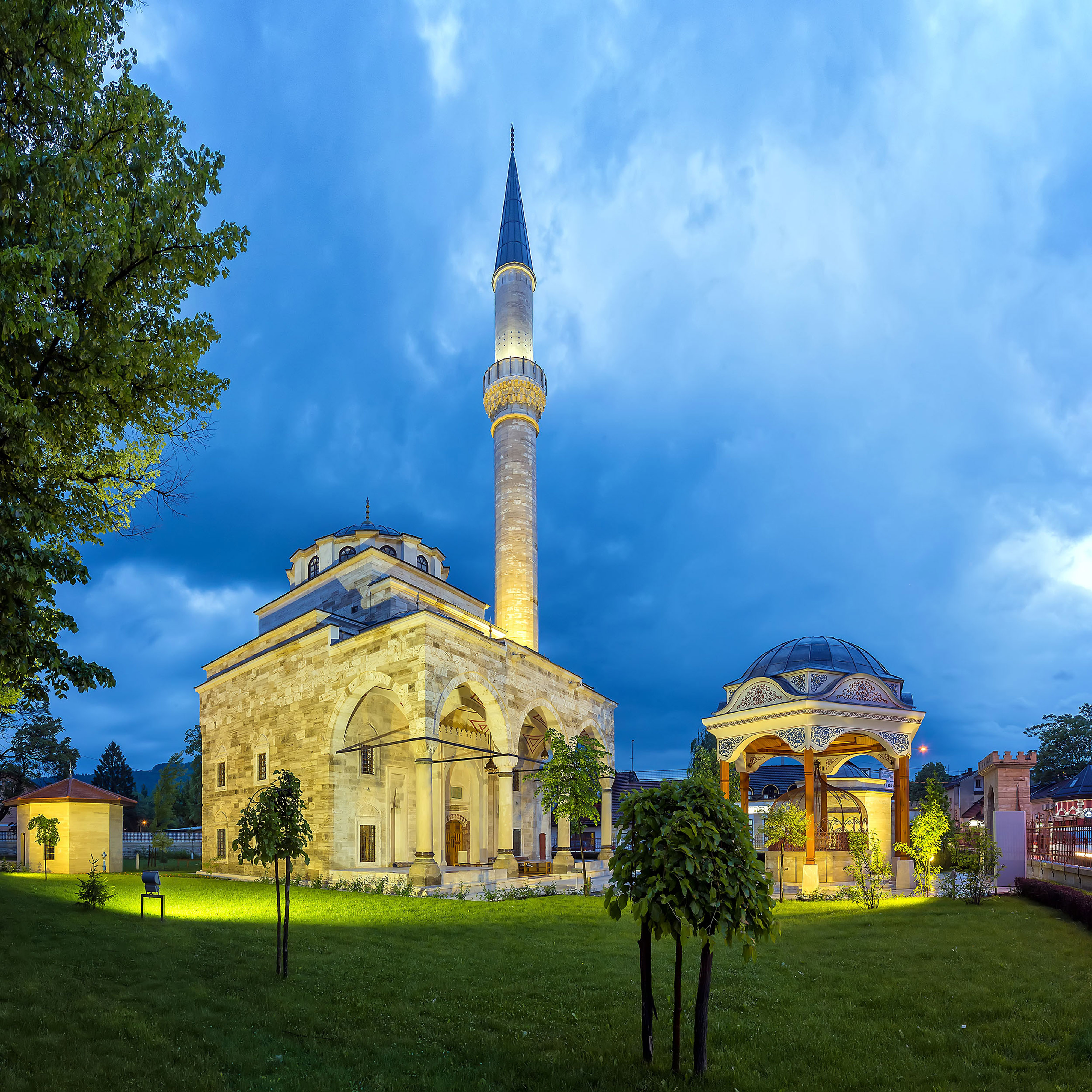
Ферхат Паша мечеть, возведённая в 1579 году, была разрушена в 1993 году. После тщательной реконструкции она была вновь открыта в 2016 году.
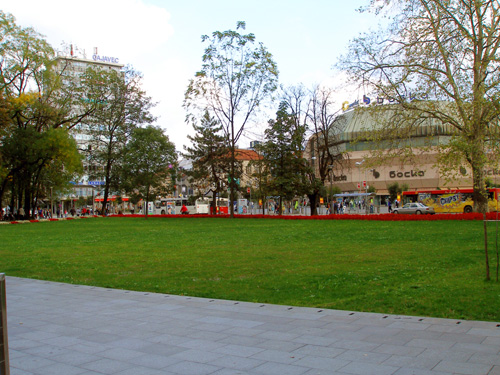
Городской парк и площадь Крайине
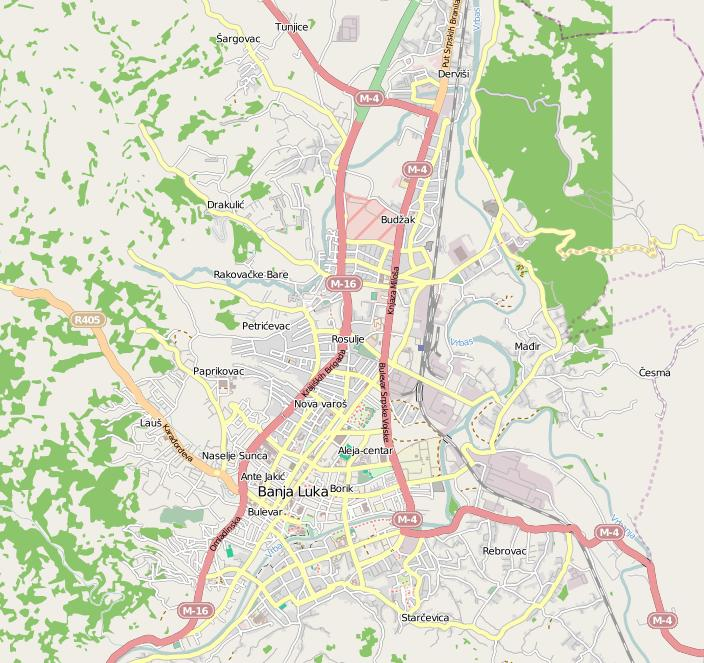
Карта улиц города.
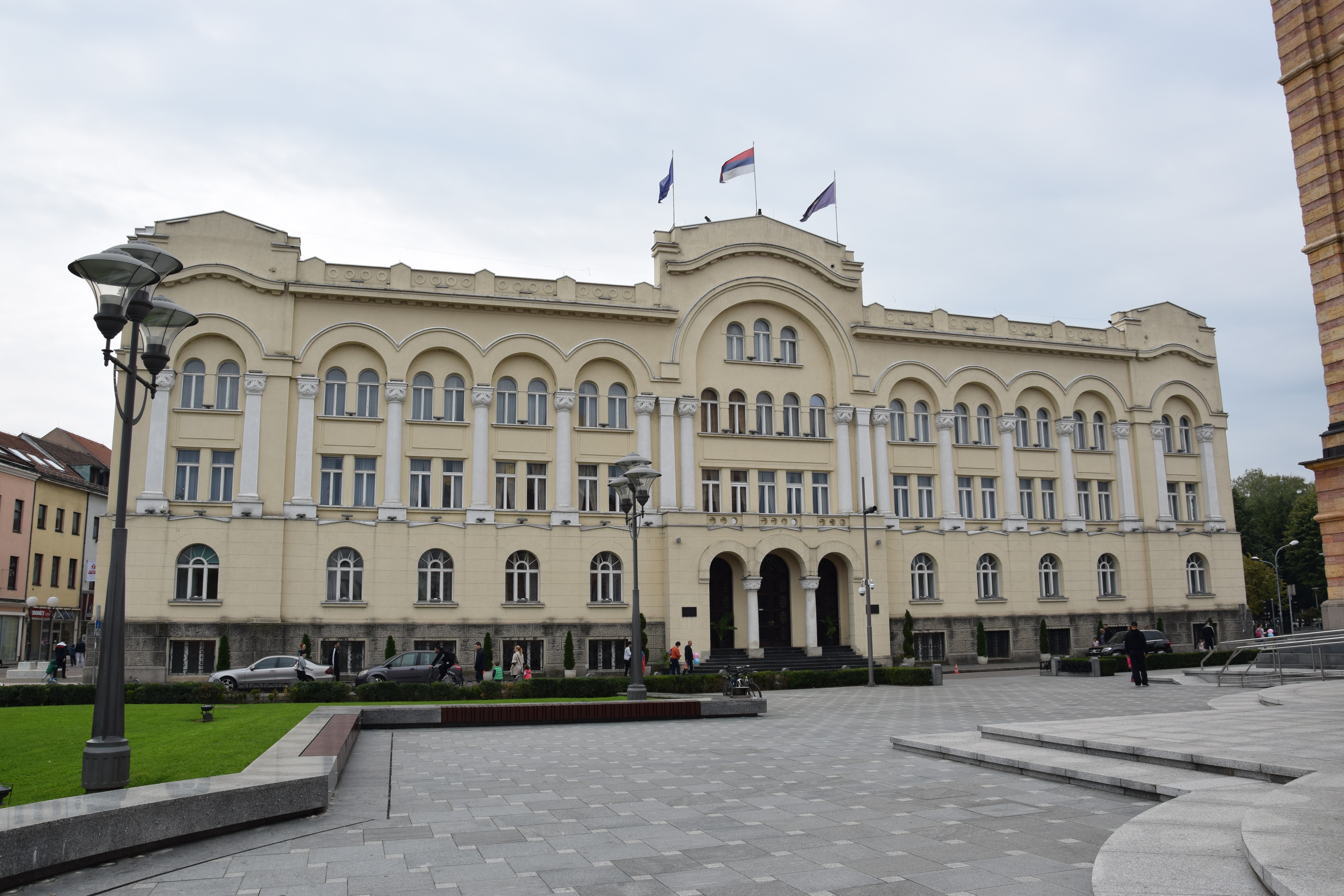
Здание городской палаты Баня-Лука
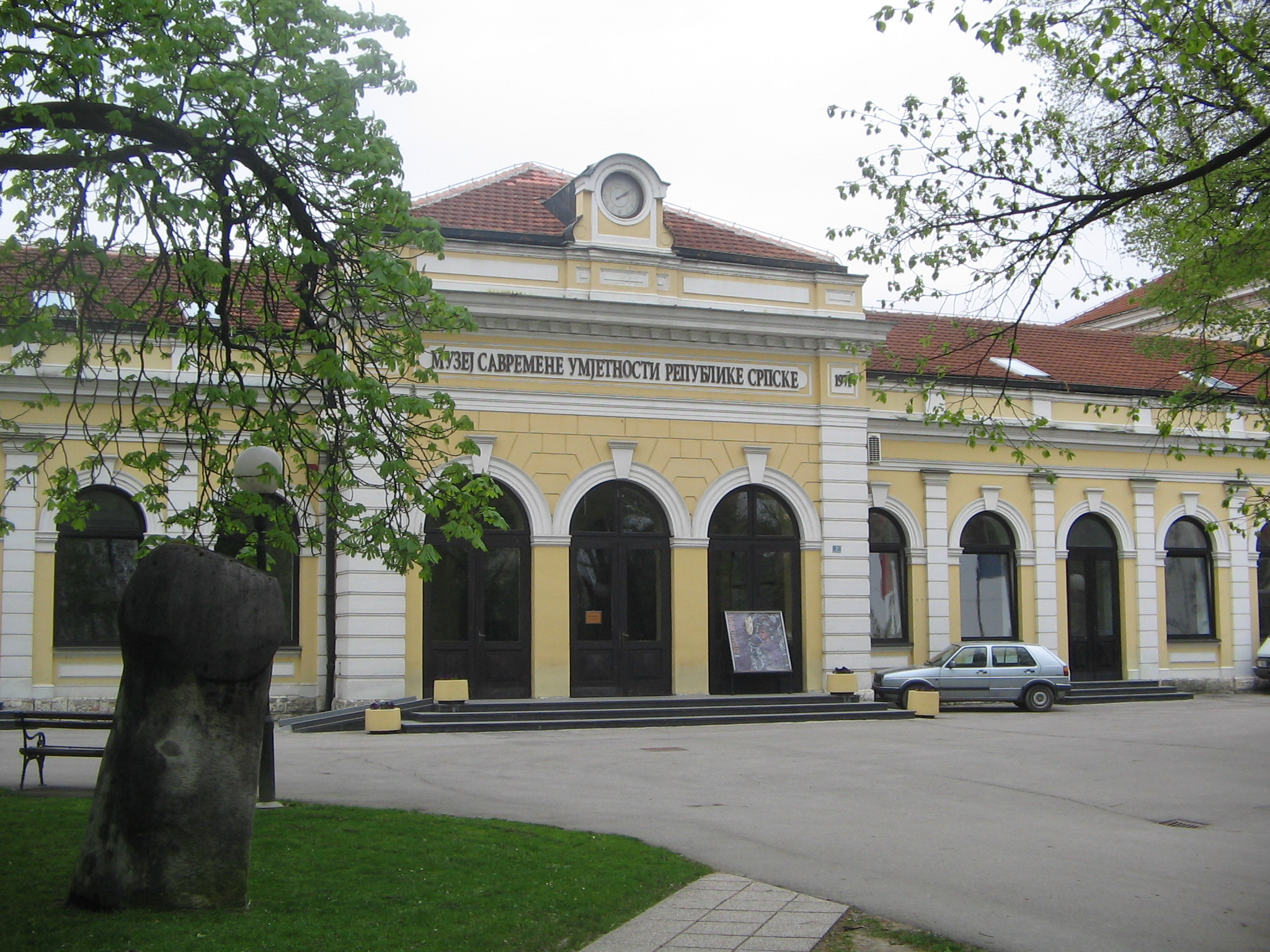
Музей современного искусства Республики Сербской
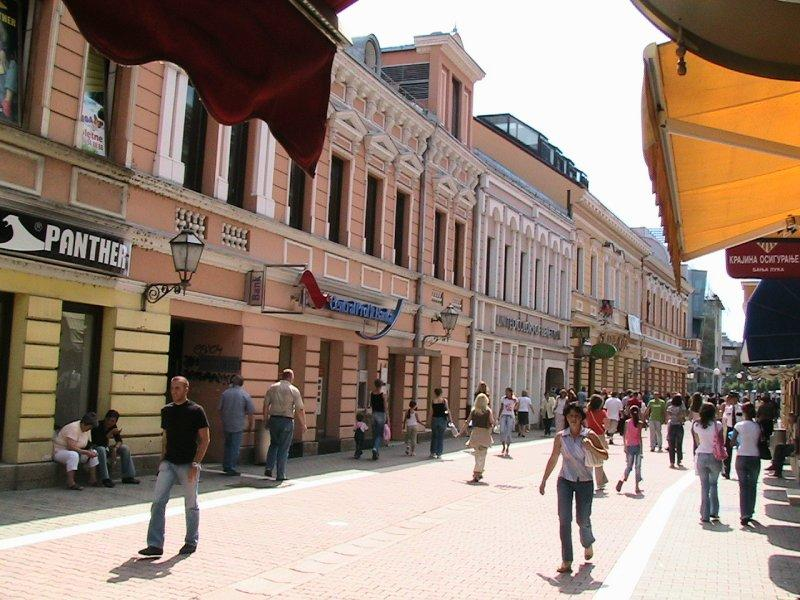
Променад — улица Господская
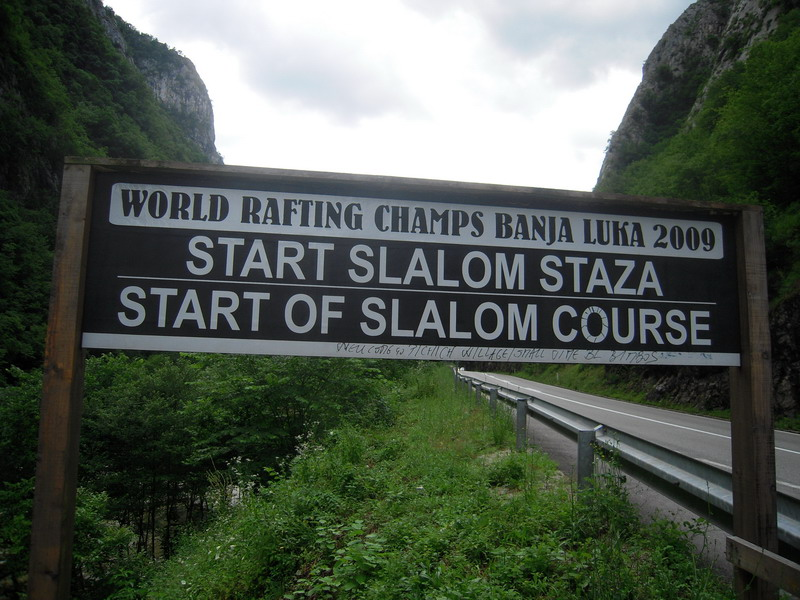
В 2009 году Баня-Лука был хозяином чемпионата мира по рафтингу.
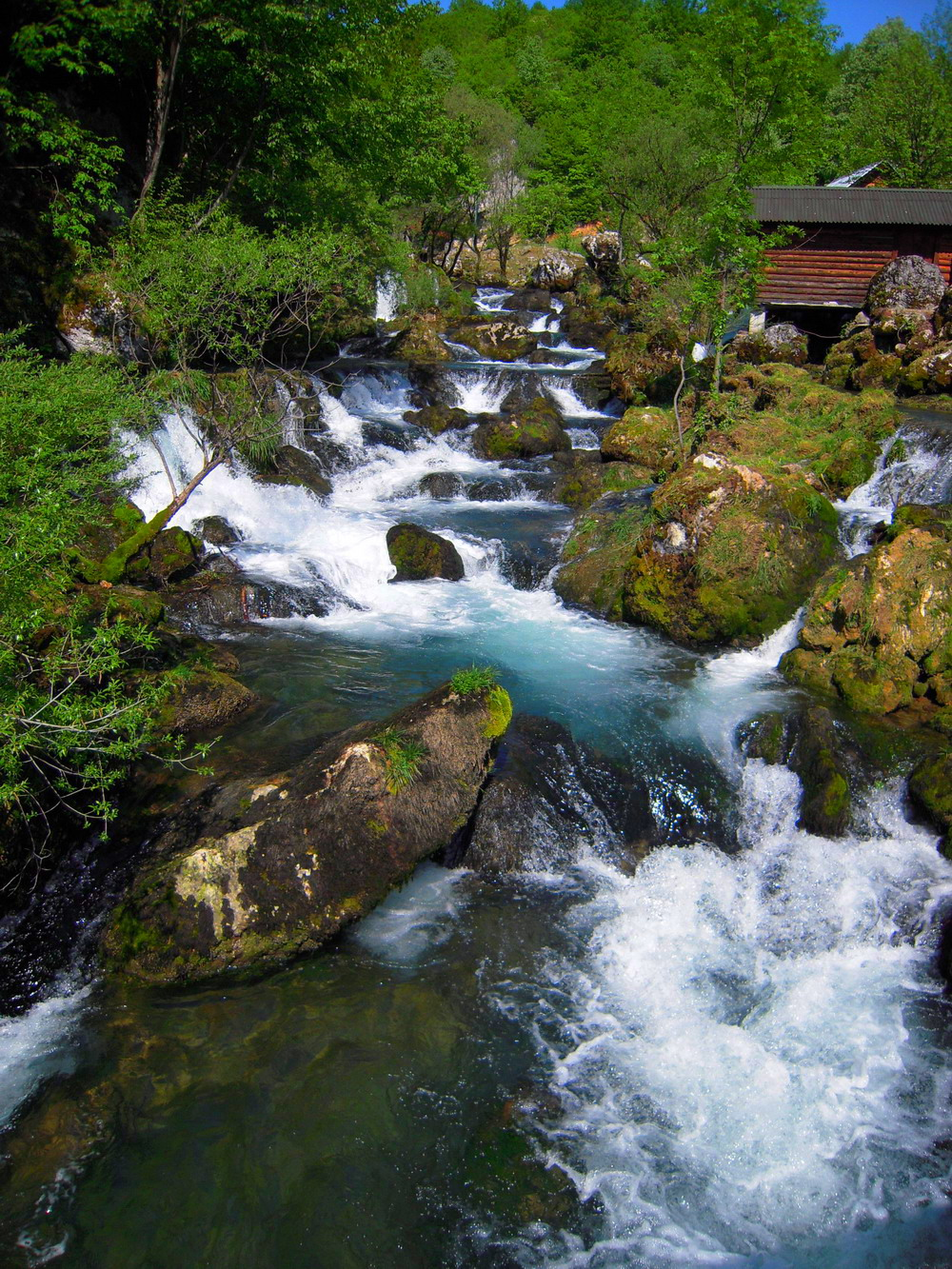
Река Крупа
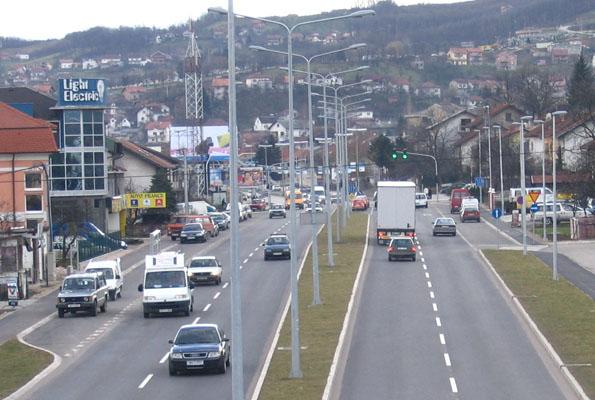
Западная транзитная дорога в Баня-Луке
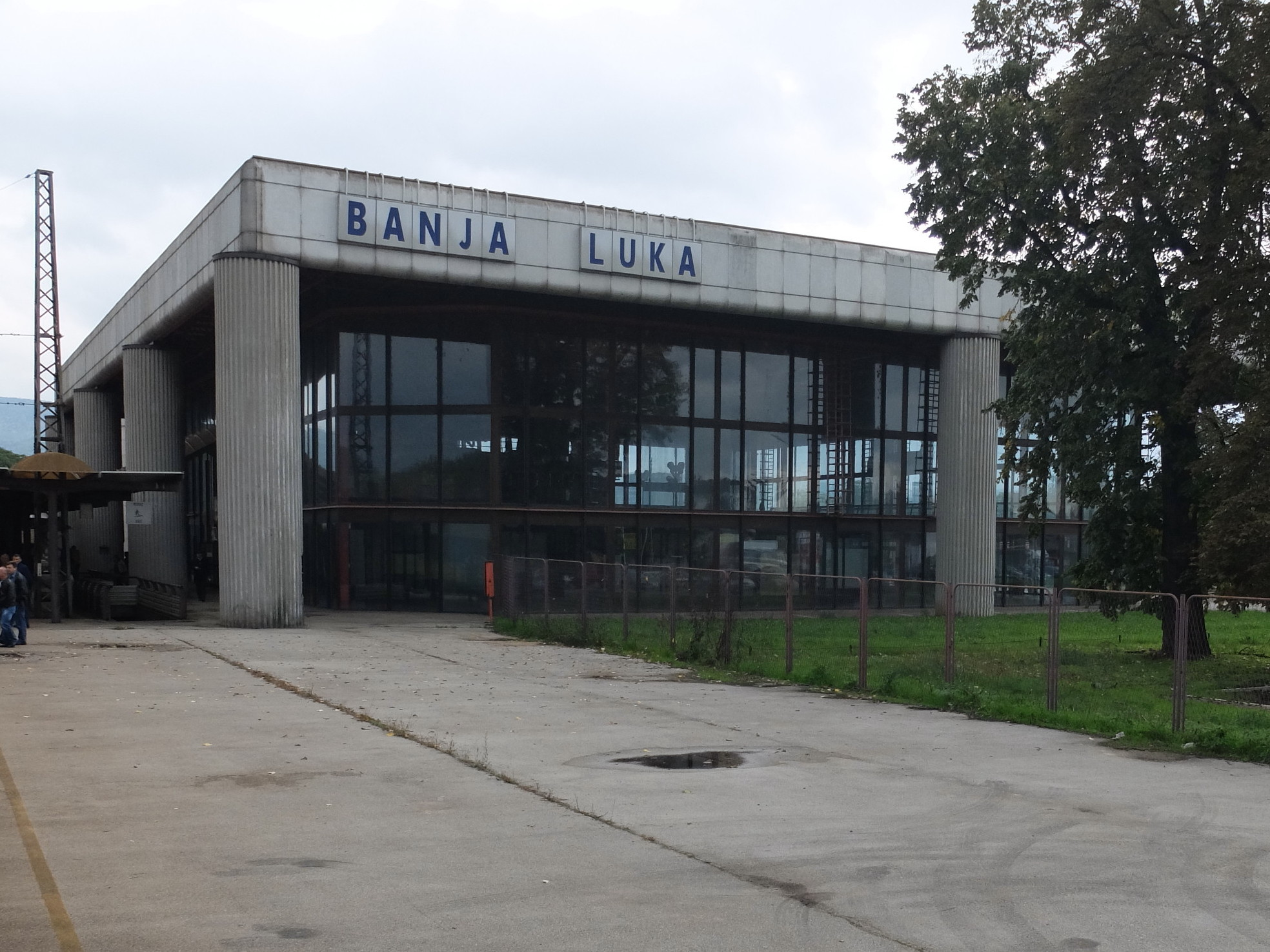
Железнодорожная станция
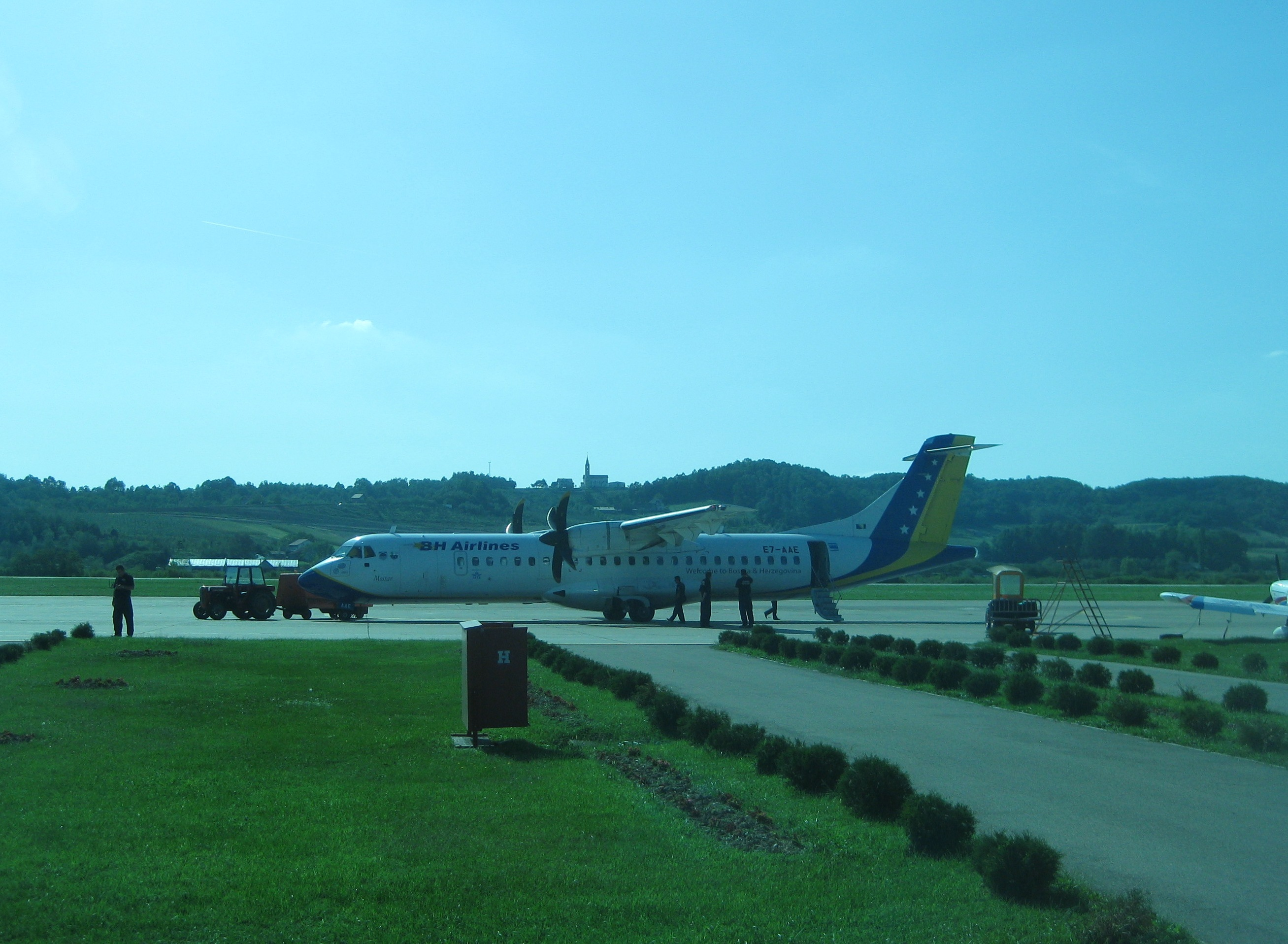
ATR 72 в аэропорту Баня-Луки готовится к полёту в Цюрих, август 2010
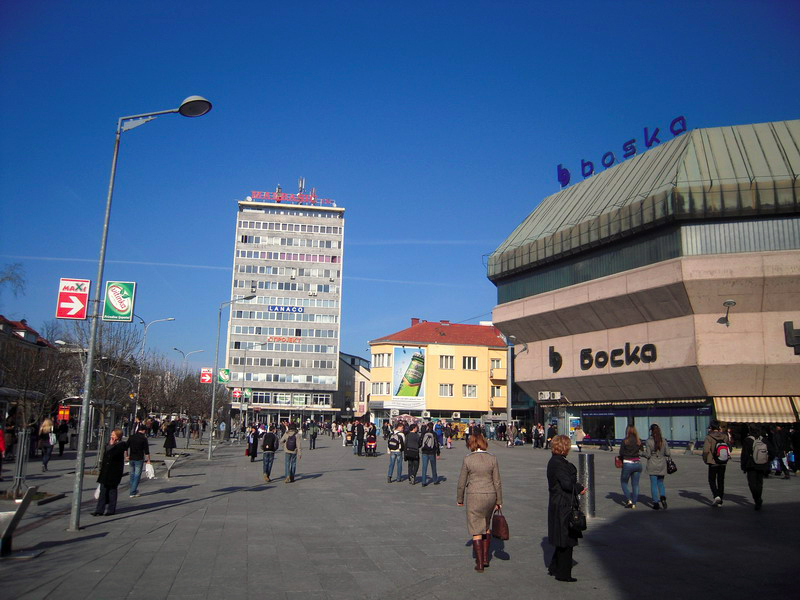
Площадь «Краина»
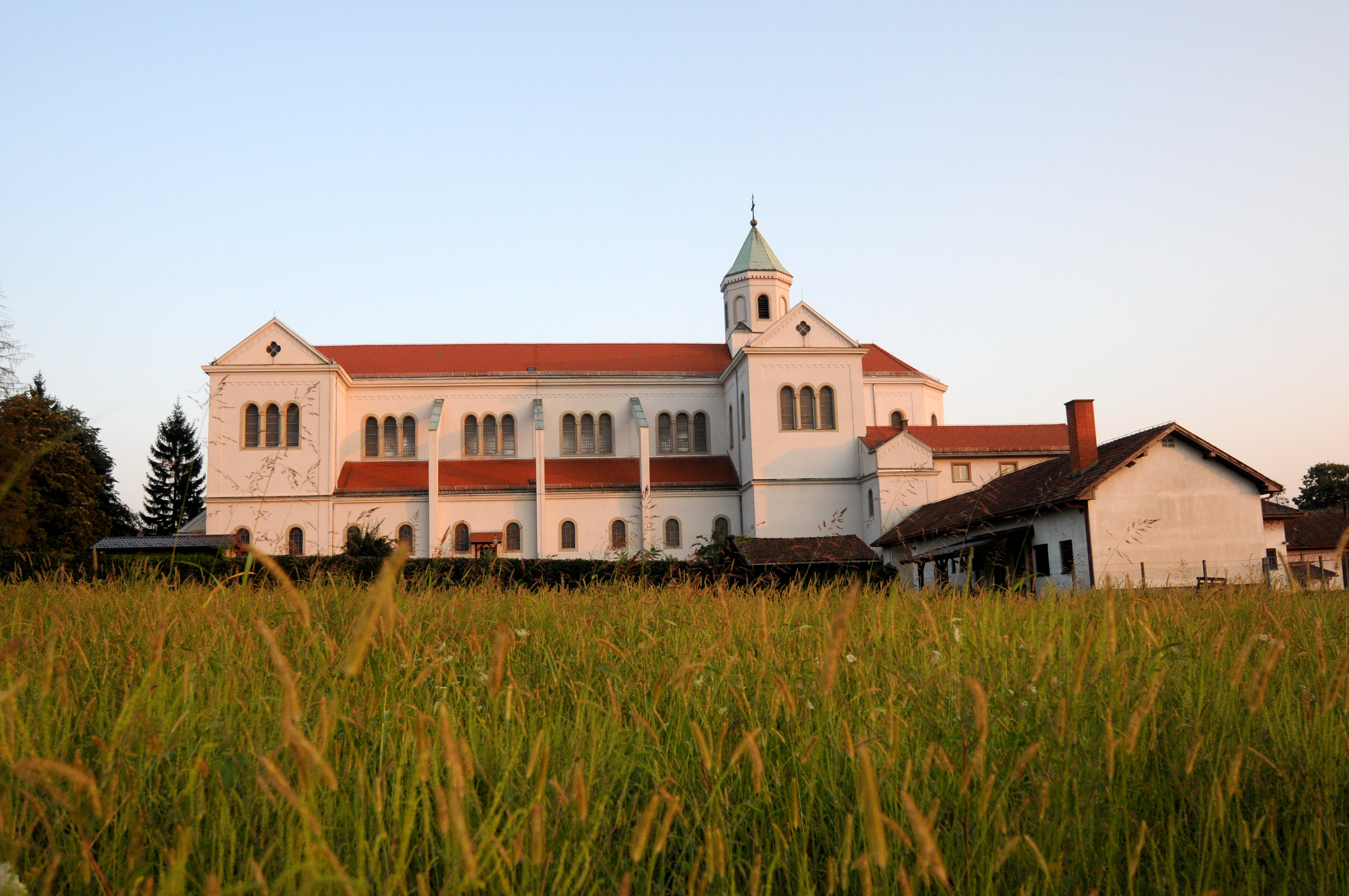
Монастырь Mariastern
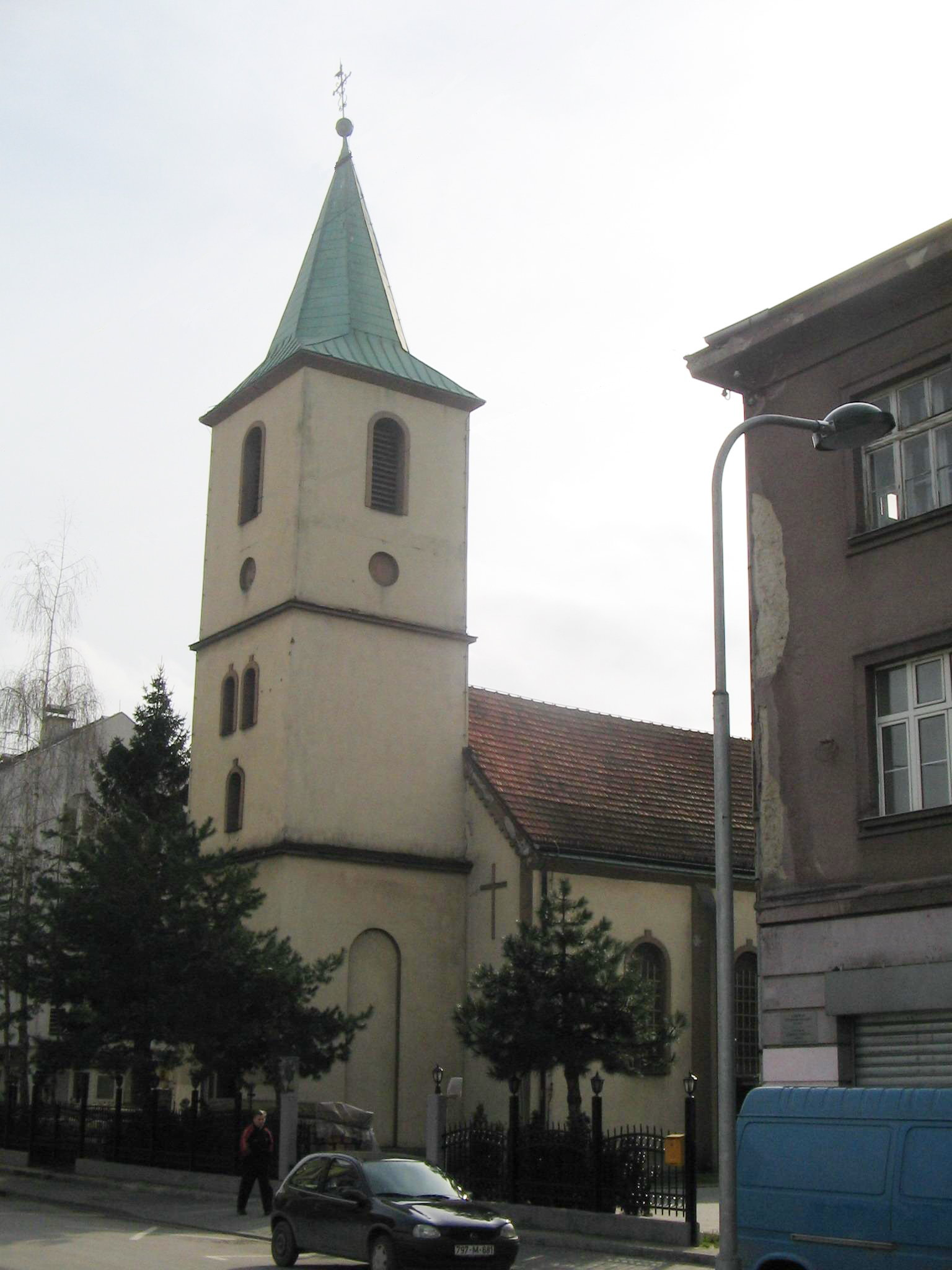
Католическая церковь
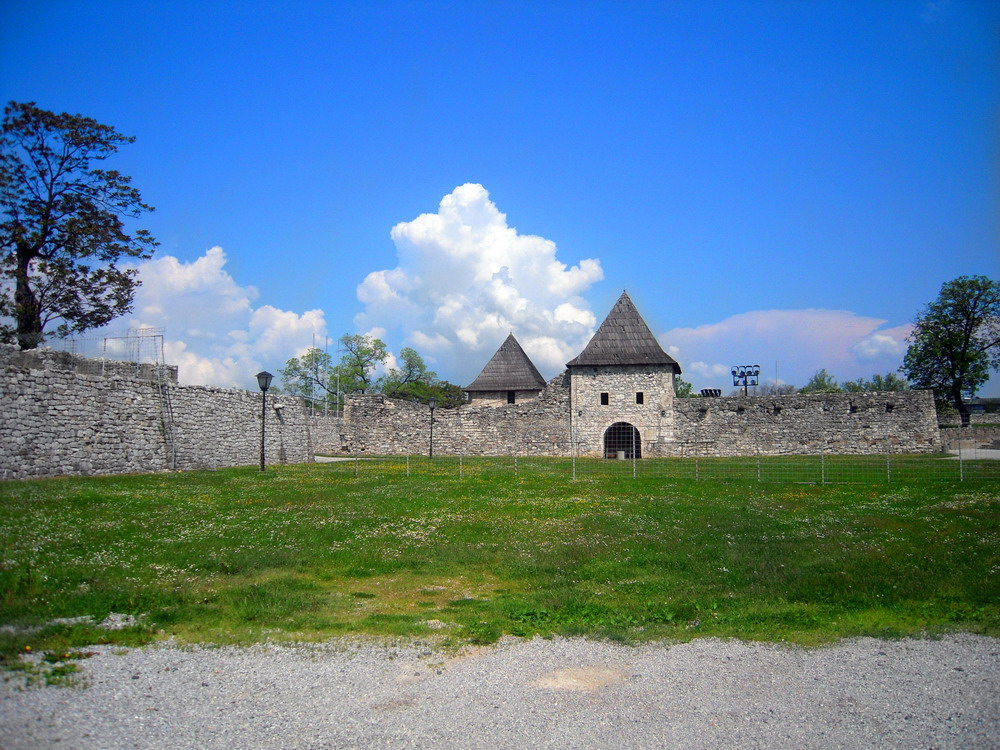
Крепость Кастел
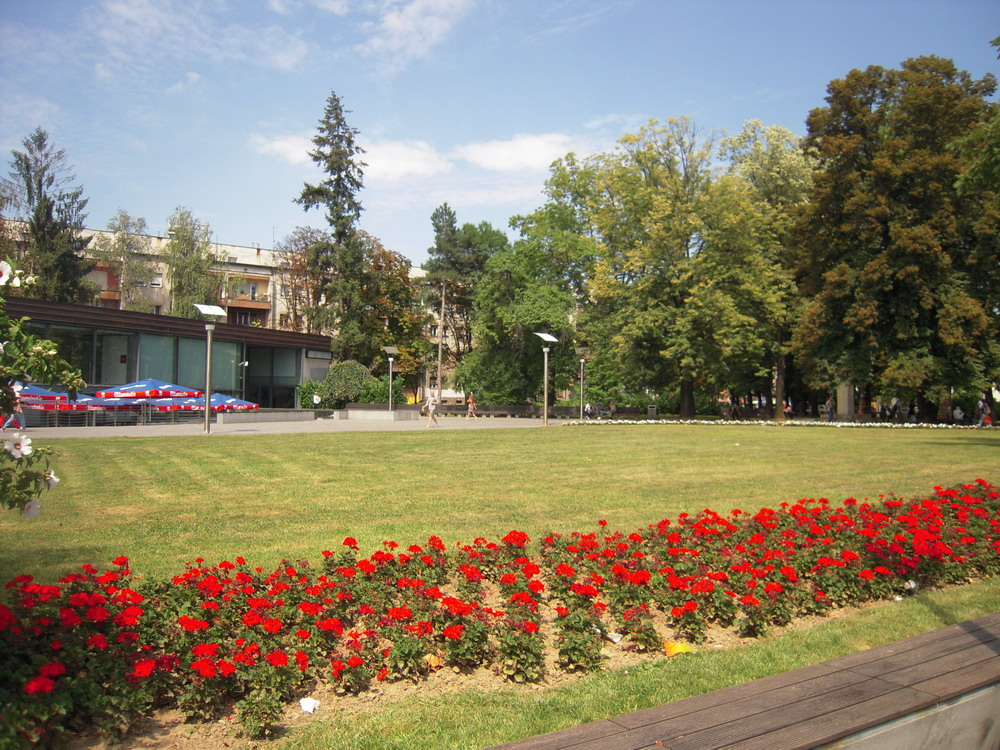
Парк Петара Кочича
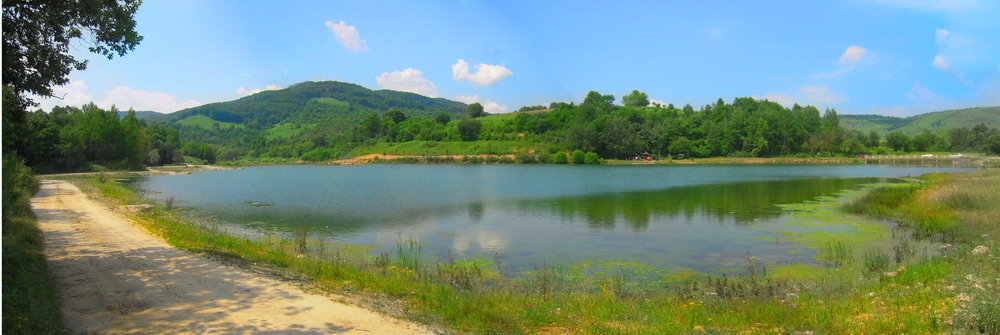
Озеро Маняча, расположенная в Маняче
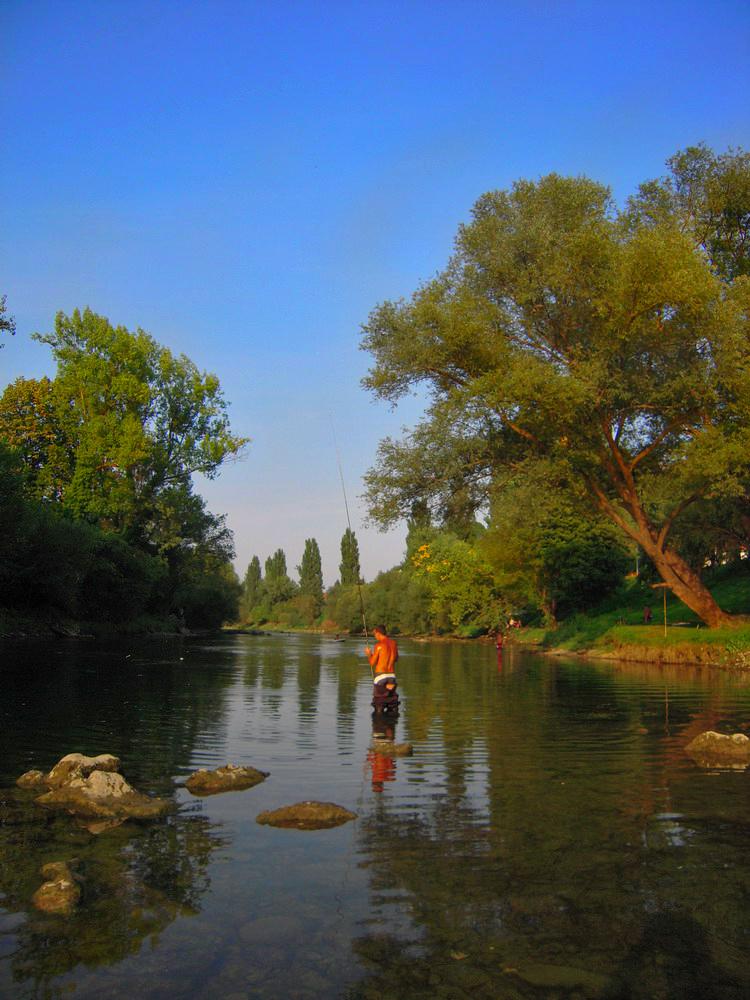
Река Врбас
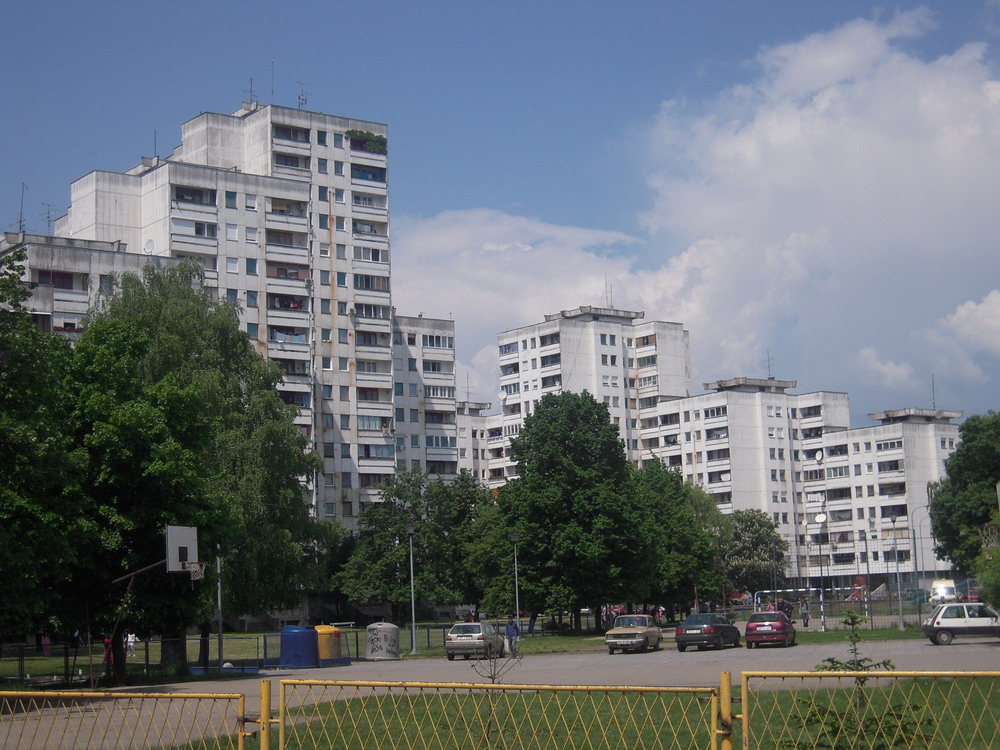
Борик — городской район в городе Баня-Лука